# Стойките
Стойките е село в Южна България. То се намира в община Смолян, област Смолян.

## География
Село Стойките се намира в южната част на България, в самото сърце на Родопите, на 15 км от областния център Смолян и 7 км от зимния скикурорт Пампорово. Стойките отстоят на 250 км от столицата София и на 90 км от Пловдив. Средната надморска височина е 1400 метра.
Климатът е умерено студен. Пролетта е свежа и топла, лятото е прохладно, есента – приятна, с много слънце, зимата е продължителна, но сравнително мека. Силно пресеченият и горист терен предпазва селото от бурни ветрове. Наоколо и в селото растат смърч, ела, хвойна, слива, киселица, ябълка и др. Районът е богат на лековити билки, ядливи гъби – манатарка, сърнела, пачи крак, горска печурка и др. В горите и поляните се срещат зайци, сърни, елени, катерици, вълци, глигани, лисици, язовци, източноевропейски таралежи и други.
Пет махали оформят селото: Гращица, Кайковска, Стойките, Мършавото и Водата.

## История
Селото е споменато за първи път в писмен документ през 1706 година от французина Пол Люка. В землището на селото е открит сребърен медал от Първите олимпийски игри в Атина през 1896 година. Според историци този медал принадлежи на местен жител.

## Религии
В миналото селото е било населено с българи християни и българи мюсюлмани. От 1879 до 1 януари 1895 година от Стойките са изселени две семейства с 10 жители-помаци в Източна Тракия.
През 1874 година е положен първият камък на църквата „Св. св. Апостоли Петър и Павел“ в Кайковска махала от Пловдивския митрополит Панарет. Априлското въстание и Освободителната война забавят строителството, но църквата е завършена и осветена от на 5 юни 1881 година. Заедно с църквата и параклисите са духовно средище за хората от селото.

## Обществени институции
Обособяването на Стойките като отделна община е станало през 1878 година, за което свидетелства печатът на писмата до капитан Петко войвода и паметната (летописна) книга на общинския съвет в Широка лъка. Първият кмет е Стоян Торманов.
- Народно читалище „Пробуда – 1903“
- Социално-Педагогически интернат „Максим Горки“, нефункциониращ
- Черква „Свети апостоли Петър и Павел“
- Параклис „Преображение Господне“
- Параклис „Света Марина“
- Параклис „Света Троица“
- Параклис „Свети Дух“
- Параклис „Свети Константин и Елена“[3]

## Културни и природни забележителности
- Музей на гайдата

## Редовни събития
Национален гайдарски събор „Апостол Кисьов“

## Личности
- Манол Яръмов (Гугльо) е роден през 1879 г. и макар да е ходил само 4 – 5 г. на училище, той е бил касиер на Кооперация „Борика“
- Кръстана Стоева – заслужил майстор на спорта – ски бягане
- Сийка Каранлъкова – майстор на спорта – ски бягане
- Добринка Кашерова – шампион – ски алпийски дисциплини
- Апостол Кисьов (1924 – 2007) – български фолклорист и музикален педагог, създател на оркестър „100 каба гайди“.